# Борики
Бòрики е село в Северна България, община Габрово, област Габрово.

## География
Село Борики се намира на около 4 km източно от центъра на областния град Габрово. Разположено е в югозападната част на Габровските възвишения, по южен склон между два течащи на юг малки потока, събиращи се на около километър под селото и вливащи се в Жълтешката река, десен приток на Янтра. От селото се открива панорамна гледка към старопланинските върхове Ботев, Шипка и Бузлуджа. Климатът е умерено – континентален, отличаващ се със студена зима и сравнително топло лято. Надморската височина в северната част на Борики е около 630 – 635 m, а на юг намалява до около 560 m.
Населението на село Борики, наброявало 317 души при преброяването към 1934 г., намалява до минимума си – 59 души към 1985 г. и след възходящи и низходящо промени на числеността през следващите години, към 2019 г. наброява (по текущата демографска статистика за населението) 123 души.

## История
През 1951 г. дотогавашното село Калпазàните е преименувано на Бòрики.
В Държавния архив – Габрово, се съхраняват документи на/за „Народно начално училище „Митко Палаузов“ – с. Борики, Габровско“ от периода 1897 – 1972 г., както и документи на/за Народно читалище „П. К. Яворов“ – с. Борики, Габровско от периода 1947 – 1971 г..
През периода 1995 – 2000 г. Борики е кметство.
В северозападната част на село Борики към 2019 г. е в процес на изграждане църква.
Читалище „Пейо Яворов -1927“ в село Борики към 2019 г. е действащо.

## Население
Преброяване на населението през 2011 г.
Численост и дял на етническите групи според преброяването на населението през 2011 г.:
|                     | Численост | Дял (в %) |
| Общо                | 127       | 100,00    |
| Българи             | 126       | 99,20     |
| Турци               | 0         | 0,00      |
| Цигани              | 0         | 0,00      |
| Други               | 0         | 0,00      |
| Не се самоопределят | 0         | 0,00      |
| Неотговорили        | 0         | 0,00      |

## Културни и природни забележителности
- Храм „Свети Николай Мирликийски Чудотворец“ 1910 г., с. Борики, Габровска област[12].